# (37788) Suchan
(37788) Suchan est un astéroïde de la ceinture principale.

## Description
(37788) Suchan est un astéroïde de la ceinture principale. Il fut découvert le 25 septembre 1997 à l'Observatoire d'Ondřejov par l'Observatoire d'Ondřejov. Il présente une orbite caractérisée par un demi-grand axe de 2,31 UA, une excentricité de 0,19 et une inclinaison de 2,0° par rapport à l'écliptique.

## Compléments